# Brok (gmina)
Brok – gmina miejsko-wiejska w województwie mazowieckim, w powiecie ostrowskim. W latach 1975–1998 gmina położona była w województwie ostrołęckim.
Siedziba gminy to Brok.
Według danych z 30 czerwca 2004 gminę zamieszkiwało 2869 osób. Natomiast według danych z 31 grudnia 2017 roku gminę zamieszkiwało 2863 osób.

## Struktura powierzchni
Według danych z roku 2002 gmina Brok ma obszar 110,21 km², w tym:
- użytki rolne: 20%
- użytki leśne: 71%

Gmina stanowi 9% powierzchni powiatu.

## Demografia

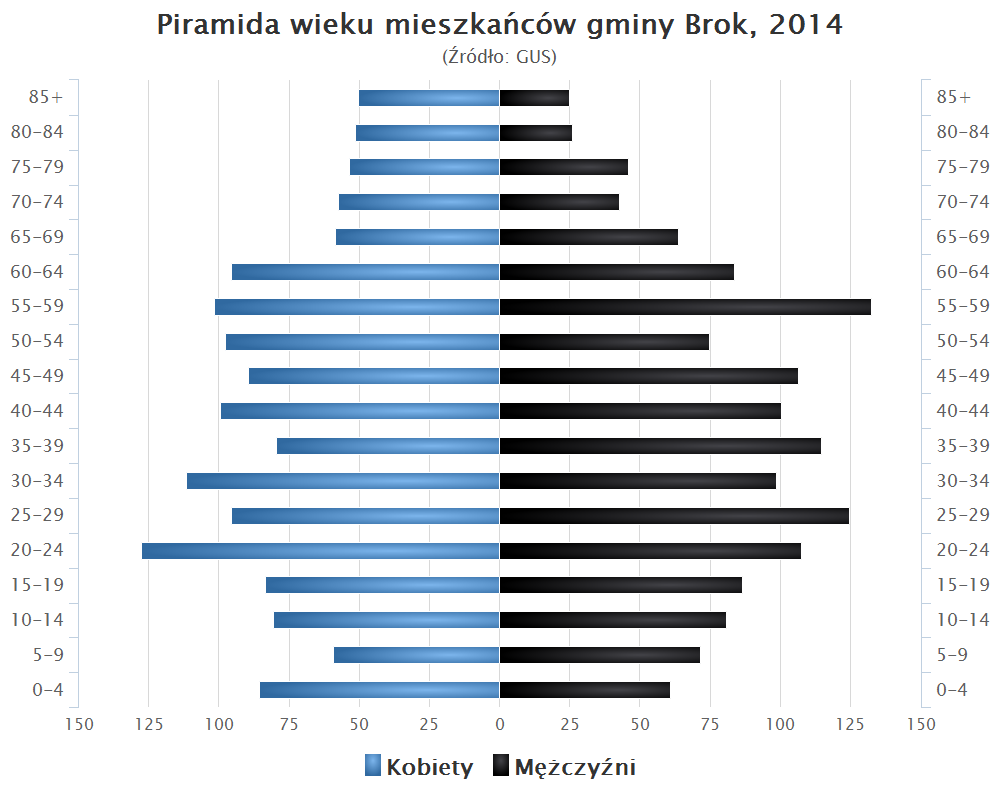
Piramida wieku mieszkańców gminy Brok w 2014 roku

Dane z 30 czerwca 2004:
| Opis                              | Ogółem | Ogółem | Kobiety | Kobiety | Mężczyźni | Mężczyźni |
| --------------------------------- | ------ | ------ | ------- | ------- | --------- | --------- |
| jednostka                         | osób   | %      | osób    | %       | osób      | %         |
| populacja                         | 2869   | 100    | 1431    | 49,9    | 1438      | 50,1      |
| gęstość zaludnienia (mieszk./km²) | 26     | 26     | 13      | 13      | 13        | 13        |

## Sołectwa
Bojany, Brok, Brzostowa, Czuraj, Kaczkowo Nowe, Kaczkowo Stare, Laskowizna, Stare Miasto, Zamoście.

## Sąsiednie gminy
Brańszczyk, Małkinia Górna, Ostrów Mazowiecka, Sadowne